# Nepticuloidea
Nepticuloidea är en överfamilj av fjärilar. Nepticuloidea ingår i ordningen fjärilar, klassen egentliga insekter, fylumet leddjur och riket djur. Enligt Catalogue of Life omfattar överfamiljen Nepticuloidea 768 arter. 
Kladogram enligt Catalogue of Life:
| Nepticuloidea | \| \| dvärgmalar \| \| \| \| \| \| ögonlocksmalar \| \| \| \| |
|               | \| \| dvärgmalar \| \| \| \| \| \| ögonlocksmalar \| \| \| \| |
|               | dvärgmalar                                                    |
|               |                                                               |
|               | ögonlocksmalar                                                |
|               |                                                               |

## Bildgalleri

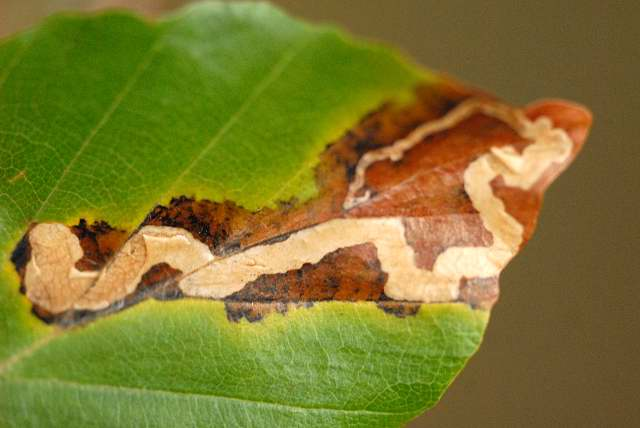